# Saafi
Saafi (auch bekannt als Serer-Safen oder Saafi-Saafi) ist eine westatlantische Sprache des Senegal und Gambias, die noch von über 100.000 Personen gesprochen wird. 
Es ist die am meisten gesprochene Sprache der Cangin-Sprachen. Die Sprecher sind stärker in den umliegenden Arealen von Dakar konzentriert, speziell in der Region Thiès.